# Robert Pouret
Pour les articles homonymes, voir Pouret.
Robert Pouret est un réalisateur et scénariste français né le 28 octobre 1937 à Paris.

## Filmographie
- 1974 : La Soupe froide
- 1976 : Cours après moi que je t'attrape
- 1978 : Les Ringards
- 1978 : Sam et Sally, Bedelia et La Corne d'antilope (série télévisée)
- 1980 : Voulez-vous un bébé Nobel ?